# カプコン・ゲーム・ミュージック
CAPCOM GAME MUSIC（カプコン・ゲーム・ミュージック）はカプコンのゲームの曲を収録したサウンドトラック。G.M.O.レコード第四弾として1986年に発売され、サイトロンディスクより2002年に復刻された。
オリジナルバージョンを基本に、一部アレンジバージョンも収録されている。オリジナルバージョンは音楽と同時に効果音も収録。

## 収録曲

### SIDE A
1. 魔界村（作曲：森安也子）
2. ソンソン（作曲：森安也子／河本圭代）
3. 1942（作曲：森安也子）
4. ひげ丸（作曲：森安也子／河本圭代）
  - ブックレットに「ゲーム音収録の都合上、若干ノイズがはいります。御容赦下さい。」と書かれている。
5. 闘いの挽歌（作曲：森安也子）
6. 魔界村アレンジ・バージョン（作曲：森安也子、編曲：国本佳宏）

### SIDE B
1. 戦場の狼（作曲：河本圭代）
2. ガン・スモーク（作曲：森安也子）
3. エグゼドエグゼス（作曲：河本圭代）
4. セクションZ（作曲：河本圭代）
5. 戦場の狼アレンジ・バージョン（作曲：河本圭代、編曲：国本佳宏）

## クレジット
- Produced by Nobuyuki Ohnogi & Kazusuke Obi
- Recorded at LDK Studio, ALFA Studio"A"1986
- Engineered by Yasuhiko Terada, Mitsuo Koike
- Assistant Yasutaka Honda
- 6&11 Arranged & Played by Yoshihiro Kunimoto
  - Strings by Matsubara Group
- Cover Designed by Toshinao Tsukui
- Special Thanks to CAPCOM SOUND TEAM, Yasuhiro Ohhori